# Parhypomma
Parhypomma naraense, és una espècie d'aranya araneomorfa de la subfamília Erigoninae, dins de la família Linyphiidae. És l'únic membre del gènere monotípic Parhypomma.
És un endemisme del Japó.
Fou descrit per primera vegada per Kiril Ieskov l'any 1992,